# 李宣古
李宣古（?—?），字垂後。唐朝澧陽（今属湖南）人。
早年在澧州刺史杜悰幕中。大和年間，杜悰娶岐陽公主，出守澧陽。當時宣古人在馆下，多次宴陪杜悰夫妻。宣古性喜謔戲，用粉塗杜悰的臉，或拉他的衣服。杜悰終不能忍，命人把宣古倒掛在爛泥巴中，幸被公主勸止。宣古於會昌三年禮部尚書王起下盧肇榜進士及第，同榜的還有姚鵠。一說李宣遠是宣古的弟弟。